# 藤野威男
藤野 威男（ふじの たけお、- ）は、日本の材料工学者。
専門は原子力（核燃料化学）。元東北大学多元物質科学研究所教授。理学博士（東京大学）

## 人物・経歴
1956年、静岡県立静岡高等学校卒業。1975年、「ウラン,アメリシウムおよびキュリウムの放射化学的研究」で、理学博士（東京大学）。日本原子力研究所東海研究所。1993年、東北大学素材工学研究所教授、2001年、東北大学多元物質科学研究所（素材工学研究所改組）教授。

## 共著
- 『新実験化学講座 8 〔1〕無機化合物の合成 1』日本化学会 1976.12